# Општина Виишоара (Муреш)
Виишоара (рум. Viişoara) општина је у Румунији у округу Муреш.
Oпштина се налази на надморској висини од 488 m.